# 金山铺乡
金山铺乡，是中华人民共和国山西省忻州市繁峙县下辖的一个乡镇级行政单位。

## 行政区划
金山铺乡下辖以下地区：
金山铺村、南河会村、北河会村、郝家湾村、碱峪村、上浪涧村、中虎峪村、下浪涧村、东地村、牛叫河村、石河村、贾家井村、银沟村、小柏峪村、苑家地村、口子村、麻地坪村、东禅房村、西禅房村、车厂村、新坊村、老羊沟村、骆驼眼村、许家窑村、老牛弯村、龙池村、大西沟村、红崖村、辉跃沟村和农发村。